# I Like to Score
Az I Like to Score az elektronikus zenész Moby válogatáslemeze, amely azokat a számokat volt hivatott összegyűjteni, amelyek különböző filmekben szerepeltek.
Ez az album volt az utolsó, amit Moby az Egyesült Államokban az Elektra Records gondozásában adott ki, nem számítva a 2000-ben kiadott Moby Songs 1993–1998-at, amit csak az újonnan kiadott Moby-lemezek sikereinek kompenzálásaként jelentetett meg a lemezkiadó. Ez egyben egy korszak lezárását is jelentette: a főként elektronikus Everything Is Wrong és a punk-rock Animal Rights után Moby a pop felé fordult, és ezzel is ért el sikereket (Vö. Play, 18, Hotel).

## Számok
1. "Novio" – 2:38
2. "James Bond Theme (Moby's Re-Version)" – 3:23
3. "Go" – 3:59
4. "Ah-Ah" – 2:24
5. "I Like To Score" – 2:21
6. "Oil 1" – 4:51
7. "New Dawn Fades" – 5:34
8. "God Moving Over The Faces Of The Waters" – 5:44
9. "First Cool Hive" – 5:41
10. "Nash" – 1:22
11. "Love Theme" – 4:36
12. "Grace" – 5:24

## Egyéb, az albumhoz köthető számok
1. "Oil 2" – 3:26
2. "Novio" (String Version) – 2:38
3. "Novio" (Soundscapades Remix) – 4:50
4. "Oil 1" (Soundtrack Version) – 5:32